# Abraham O. Smoot

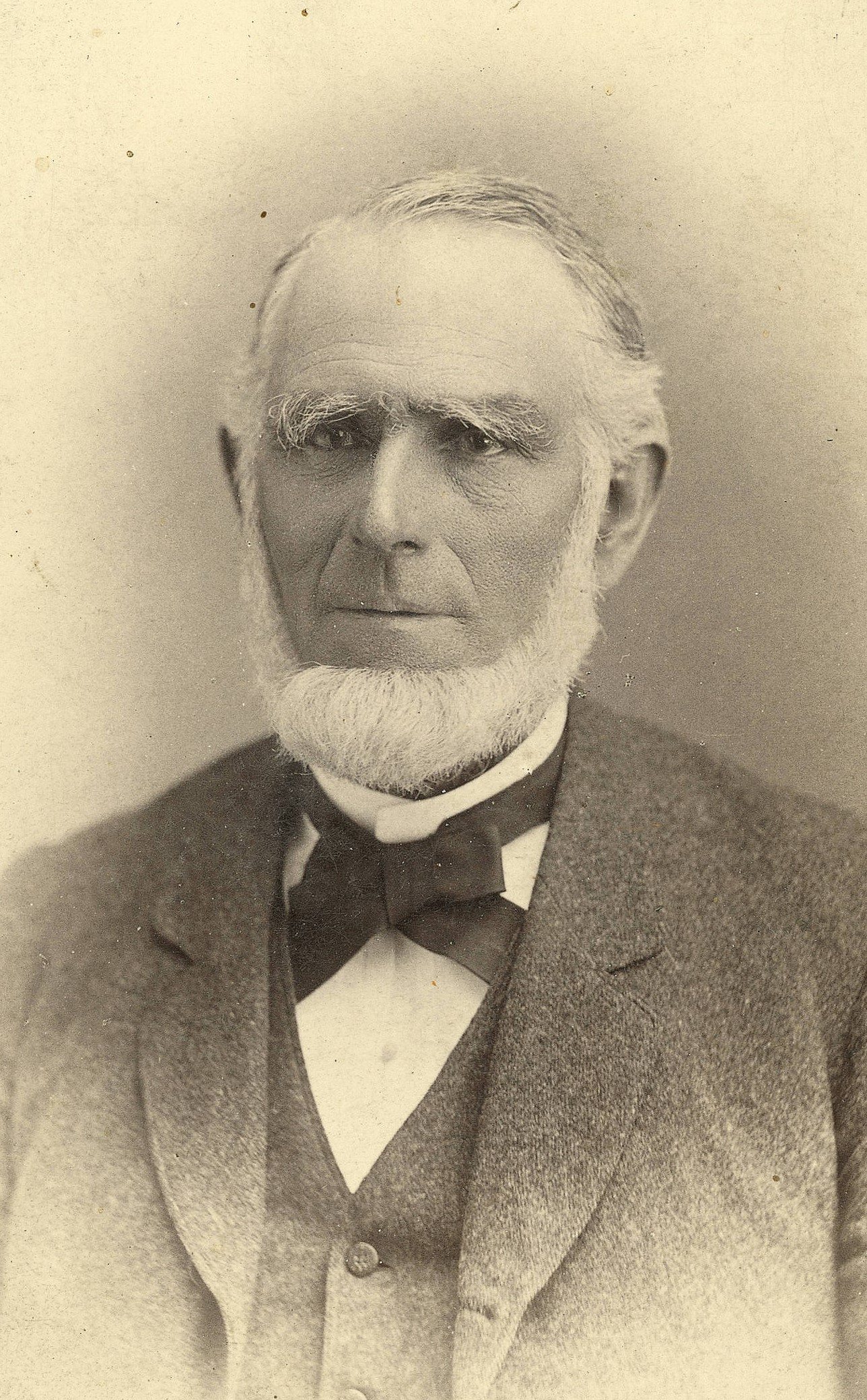
Abraham O. Smoot

Abraham O. Smoot (Owenton, Kentucky el 17 de febrero de 1815-Provo, Utah en 1895) fue un pionero mormón y el segundo alcalde de Salt Lake City, Utah. Su madre se convirtió al mormonismo en 1833, y él la siguió en 1835. Smoot se trasladó desde Kentucky a Misuri en 1837 instado por el fundador de la iglesia de LDS Joseph Smith, Jr.. Más tarde dirigió compañías de pioneros al Salt Lake Valley en 1847, 1852, y 1856. Fue alcalde de Salt Lake City desde 1857 a 1866 y después alcalde de Provo (Utah) de 1868 a 1880.
La esposa de Smoot, Margaret McMeans Smoot, nombró a Sugar House barrio de Salt Lake City. Abraham O. Smoot fue también el padre de Reed Smoot, senador de los Estados Unidos.
Smoot es conocido por realizar contribuciones financieras importantes a la Universidad Brigham Young, que permitió que continuara funcionando. Hoy, el edificio de la administración en la Universidad Brigham Young es conocido como el edificio de administración Abraham O. Smoot.